# برک (کمون)
برک (به فرانسوی: Berck) یک کمون (فرانسه) در فرانسه است که در پا-دو-کاله واقع شده‌است. برک ۱۴٫۸۸ کیلومتر مربع مساحت دارد و ۹ متر بالاتر از سطح دریا واقع شده‌است.

## خواهرخوانده
شهر باد هونف خواهرخواندهٔ برک (کمون) است.